# 天主教帕拉庫總教區
天主教帕拉庫總教區 （拉丁語：Archidioecesis Parakuensis）是貝寧一個羅馬天主教教省總教區，下轄四個教區。是該國兩個總教區之一。

## 歷史
1948年5月13日設帕拉庫宗座監牧區，1964年2月10日升為教區。1997年10月16日升為總教區並易名至今。

## 現況
總教區包括博爾古省的帕拉庫區和喬魯區，2010年有教友184,000人（佔轄區總人口46.2%）、十四個堂區、四十八名司鐸。現任總主教為帕斯卡‧恩庫埃。